# 吉沢孝明
吉沢 孝明（よしざわ たかあき、1960年8月13日 - ）は、日本のアナウンサー（フジテレビジョン→フリーアナウンサー)。群馬県出身。キャスト・プラス所属。「吉澤 孝明」という表記が見られる。
体重推定100kg超の巨漢で、なるほど!ザ・ワールド司会の愛川欽也は「フジテレビの小錦」と呼んでいた。

## 略歴
- 1979年3月 - 群馬県立渋川高等学校卒業[1]。
- 1984年3月 - 日本大学法学部政治経済学科卒業[1]。
- 1984年4月 - フジテレビ入社、編成局アナウンス部に配属[2][1]。
- 1988年11月21日 - 同期の川端健嗣と「ちょっとどこゆくの」（ポニーキャニオン）でCDデビュー。
  - なるほど!ザ・ワールド のエンディングテーマ曲として採用される [3]
- 2002年6月 - 営業局ローカル営業部副部長に就任。アナウンス職を離れる[2][1]。
- 2004年6月 - BSフジ営業担当部長[2][1]。
- 2005年6月 - 名古屋支社長[2][1]。
- 2006年6月 - デジタルコンテンツ局営業担当部長[2][1]。
- 2008年6月 - 広報局。以後、国際開発局、総務局などに勤務[2][1]。
- 2017年8月 - 同社退職[2][1]、ブライダル関連企業「ハセガワエスティ」の芸能事業部、「エスティ芸能事務所」の社長となる[2]。自身も所属し、フリーアナウンサー活動を行う。
- （年月日不詳） - 同社芸能事業部代表を退任、キャスト・プラスに移籍。

## 出演番組
フジテレビ
- FNNニュースレポート23:30
- 産経テレニュースFNN（日曜日朝担当）
- FNNニュース最終版（第2期?、代理）
- FNNスピーク（堺正幸の代理）
- FNNスーパータイム（リポーター）
- なるほど!ザ・ワールド（パネラー）
- おはよう!ナイスデイ（コーナーキャスター）
- 笑っていいとも!（不定期）
- 笑っていいとも!増刊号（同僚の山中秀樹とナレーター）
- めざましテレビ（フィールドキャスター）
- プロ野球ニュース（サポートキャスター）
- 感動ファクトリー・すぽると!（サポートキャスター）
- 日本大相撲トーナメント（リポート）
- OP/ED前アナウンス(OPサブ/EDメイン)（1986年4月 - 1997年3月9日、EDのみ1994年9月30日まで。）

## 同期
- 川端健嗣
- 吉崎典子
- 寺田理恵子
- 三竹映子